# 혁명의 시대
혁명의 시대(Age of Revolution)는 18세기 후반부터 19세기 중반까지 유럽과 아메리카 대부분 지역에서 중요한 혁명 운동이 일어난 시기이다. 절대주의 군주제에서 성문 헌법을 갖춘 대의제 정부로 바뀌고 국민 국가가 탄생한 시기로 주목된다.
계몽주의의 새로운 사상에 영향을 받은 미국 독립 혁명(1765~1783)은 일반적으로 혁명의 시대의 출발점으로 간주된다. 이는 1789년 프랑스 혁명에 영감을 주었고, 전쟁을 통해 유럽 전역으로 급속히 확산되었다. 1799년 나폴레옹은 프랑스에서 정권을 잡고 유럽 대륙 대부분을 정복하며 프랑스 혁명 전쟁을 이어갔다. 나폴레옹은 정복 과정에서 법 앞의 평등이나 민법과 같은 몇 가지 현대적 개념을 강요했지만, 그의 엄격한 군사 점령은 특히 스페인과 독일에서 국가적 반란을 촉발했다. 나폴레옹이 패배한 후, 유럽의 강대국들은 미래의 혁명을 막기 위해 1814~15년 빈 회의에서 신성동맹을 결성하고 이전 군주제를 복원했다. 그럼에도 불구하고 스페인은 나폴레옹 전쟁으로 인해 상당히 약해졌고 거의 모든 식민지가 1810년에서 1820년 사이에 독립을 선언한 미국 식민지를 통제할 수 없었다. 그 후 혁명은 1820년에 다시 남부 유럽으로 확산되어 포르투갈, 스페인, 이탈리아, 그리고 그리스에서 봉기가 일어났다. 유럽 대륙은 1830년과 1848년에 '민족의 봄'이라고도 불리는 두 번의 유사한 혁명의 물결에 의해 흔들렸다. 혁명가들의 민주적 요구는 종종 이탈리아, 독일, 폴란드, 헝가리 등의 독립 운동이나 민족 통일 운동과 합쳐졌다. 만국의 봄에 대한 폭력적인 탄압은 시대의 종말을 알렸다.
이 표현은 영국 역사가 에릭 홉스봄이 1962년에 출판한 그의 저서 《혁명의 시대》(The Age of Revolution: Europe 1789–1848)에서 대중화되었다.
혁명의 시대 전반기(18세기 후반~19세기 전반)에 대서양 양 지역, 즉 아메리카 대륙과 유럽 대륙에서 일어난 수많은 정치적 혁명들을 일컬어 대서양 혁명(Atlantic Revolutions)이라는 표현이 쓰인다.

## 같이 보기
- 근대사
- 장기 19세기
- 팍스 브리타니카
- 리소르지멘토
- 스페인령 아메리카 독립 전쟁